# Người đàm phán (phim truyền hình)
Người Đàm Phán (Tiếng Trung: 谈判官; Tiếng Anh: The Negotiator) là một bộ phim truyền hình Trung Quốc năm 2018 với diễn viên chính là Dương Mịch và Hoàng Tử Thao. Đây không được coi là phần tiếp theo của bộ phim Người phiên dịch năm 2016 cũng do Dương Mịch đóng vai chính. Phim được phát sóng trên đài truyền hình Hồ Nam (Hunan TV) bắt đầu từ ngày 4 tháng 2 năm 2018.

## Tóm tắt
Đồng Vi, một thiên tài đàm phán, là ngôi sao của Cơ quan Đàm phán quốc tế UCBC (US-China Business Council) gặp Tạ Hiểu Phi qua cuộc đàm phán thương mại. Hiểu Phi đồng thời là người thừa kế duy nhất của một tập đoàn liên quốc gia Trung - Mỹ lớn mạnh, nhưng lại không hề muốn làm việc cho công ty của gia đình.
Vi Vi có tính cách hoàn toàn trái ngược nhau. Hiểu Phi nhiều lần phá hỏng buổi đàm phán với tập đoàn khác khi Tạ Thị muốn tiến vào thị trường Trung Quốc. Đồng Vi lại là một người nỗ lực 100% vào công việc. Đồng Vi dần nhận ra Hiểu Phi không giống vẻ ngoài mà là một nam tử hán có hoài bão, ý chí và tầm nhìn rộng. Vi Vi sớm bị thu hút bởi nhau và chấp nhận đến với nhau.
Vi Vi gặp phải sự phản đối của CAEA (công ty Đồng Vi) và gia đình Hiểu Phi, cùng sự chen ngang của Tần Thiên Vũ và Triệu Tiểu Hy. Họ nhận ra bản thân "đáng tiếc khi chưa đủ năng lực lại gặp người muốn chăm sóc cả đời", định làm người yêu bên nhau 3 ngày, sau đó người trở về Thượng Hải, người ở lại New York, suốt đời không gặp lại, cũng không quên được nhau.
Nhưng phút cuối Hiểu Phi đã không từ bỏ, cùng Đồng Vi về Trung Quốc hoàn thành dự án cho Tạ Thị. Lúc này, Tạ Thị gặp phải sóng gió, tranh giành quyền lực, phút chốc đổi chủ. Hiểu Phi từ một người thừa kế cao ngạo quyết tâm làm lại từ hai bàn tay trắng, không nhận giúp đỡ của gia đình, chỉ có Đồng Vi luôn ở bên.
Đồng Vi giúp gia đình Hiểu Phi đàm phán thành công dự án lớn, giành lại quyền làm chủ Tạ Thị. Tưởng rằng sẽ hạnh phúc bên nhau, nhưng lúc này gia đình Hiểu Phi phát hiện bố Đồng Vi có một quá khứ không thanh sạch, vì sợ gây ảnh hưởng đến Tạ Thị vừa sợ cô và Hiểu Phi tương lai không có hạnh phúc yên ổn nên ba Hiểu Phi đã cố gắng chia cắt hai người. Vi Vi đã phải chia tay nhau trong nước mắt vì những hiểu lầm không được gỡ bỏ. 
Vài tháng sau, hai người gặp lại nhau trên bàn đàm phán với những rung động ngày trước. Vi Vi đều trưởng thành hơn và nhận ra tình cảm dành cho nhau không hề biến mất dù thời gian qua đi, chấp nhận về bên nhau lần nữa.

## Diễn viên

### Diễn viên chính
| Diễn viên     | Nhân vật    | Mô tả |
| ------------- | ----------- | --- |
| Dương Mịch    | Đồng Vi     | Chuyên gia đàm phán cấp cao của CAEA, có kỹ năng chuyên môn vững chắc, phong cách đàm phán dũng cảm mà thận trọng, vì vậy cô luôn thành công trên bàn đàm phán thương mại. Là vị hôn thê của Tạ Hiểu Phi. Cuối cùng, cô đã đồng ý lời cầu hôn của Tạ Hiểu Phi. |
| Hoàng Tử Thao | Tạ Hiểu Phi | Là người thừa kế của một tập đoàn gia tộc, sở hữu những kỹ năng đàm phán phi thường nhưng lại có tính cách nổi loạn. Từ nhỏ lớn lên ở Mỹ, anh là một "phú nhị đại", đồng thời là người thừa kế duy nhất của một gia tộc giàu có bí ẩn trong xã hội Mỹ. Anh có tài năng kinh doanh xuất chúng và chưa bao giờ biết đến thất bại trên thương trường. Tuy nhiên, một sự cố bất ngờ đã đẩy anh vào cảnh khốn khó. Là vị hôn phu của Đồng Vi. |

### Diễn viên phụ
| Diễn viên       | Nhân vật         | Mô tả |
| --------------- | ---------------- | --- |
| Quách Phẩm Siêu | Tần Thiên Vũ     | Luật sư, yêu đơn phương Đồng Vi. Sau đó, anh cảm động trước những gì Bích Thần đã hy sinh vì mình. Về sau, anh thích Thương Bích Thần, cùng với Trương Bích Thần ở bên nhau.                                                        |
| Mao Lâm Lâm     | Hạ Sam Sam       | Bạn thân của Đồng Vi, một cô gái luôn hy sinh vì tình yêu. Cô thông minh tuyệt đối, là một chuyên gia đàm phán cấp cao vô địch trên bàn đàm phán, đồng thời cũng là bạn thân tốt của Đồng Vi. Cuối cùng, cô đã qua đời vì khó sinh. |
| Dương Phi Dương | Triệu Thần Hy    | Cô gái mạnh mẽ, gánh vác sự nghiệp của gia đình, thích Tạ Hiểu Phi. Cô cảm động trước Dương Tiêu và ở bên anh. Cuối cùng, cô bỏ trốn khỏi đám cưới để chăm sóc Tạ Hiểu Phi, rời đi vào ngày đính hôn với Tạ Hiểu Phi.               |
| Winston Chao    | Tạ Thiên Hựu     | Bố của Tạ Hiểu Phi. |
| Chúc Tự Đan     | Thương Bích Thần | "Tiểu bạch thỏ" công sở, một mình bươn chải ở Thượng Hải, tính cách ngây thơ trong sáng, thích Tần Thiên Vũ. Để theo đuổi anh, cô không ngừng nỗ lực, sau này cùng anh ở bên nhau.                                                  |
| Lại Nghệ        | Tạ Hiểu Thiên    | Em trai của Tạ Hiểu Phi. |
| Zhao Chulun     | Dương Tiêu       | Nhà đàm phán của Khoa Vạn, theo đuổi Triệu Thần Hy. |
| Lý Đình Đình    | Đồng Điềm Điềm   | Em họ của Đồng Vi |
| Shi Wenxiang    | Tôn Hạo          | Bạn trai của Điềm Điềm. |
| Adrew Lin       | Tề Như Hải       | Người tình của Hạ Sam Sam. |
| Mao Jiaming     | Chu Di           | Lãnh đạo CAEA. |
| Yu Yonghai      | Situ Zhigao      | |

## Nhạc phim
| STT | Nhan đề                                                    | Phổ lời | Phổ nhạc       | Ca sĩ thể hiện | Thời lượng |
| --- | ---------------------------------------------------------- | ------- | -------------- | -------------- | ---------- |
| 1.  | "Thế giới xoay mình vì em (世界为你转身)" (Ca khúc mở đầu) | Trần Hy | Đổng Đông Đông | Trương Lỗi     |            |
| 2.  | "Yêu người anh muốn yêu (爱我想爱的人)" (Ca khúc kết thúc) | Trần Hy | Đổng Đông Đông | Tôn Bá Luân    |            |
| 3.  | "Không thể yêu(爱不得)" (Ca khúc chủ đề)                   | Trần Hy | Đổng Đông Đông | Dương Tông Vỹ  |            |
| 4.  | "Tự tin mù quáng (盲目自信)" (Nhạc đệm)                    | Trần Hy | Đổng Đông Đông | Úc Khả Duy     |            |
| 5.  | "Hạnh phúc nhỏ bé (小幸福)" (Nhạc đệm)                     | Trần Hy | Đổng Đông Đông | Hà Khiết       |            |

## Tỉ suất
- Trong bảng dưới đây, chữ số màu xanh biểu thị mức rating thấp nhất và chữ số màu đỏ biểu thị mức rating cao nhất.
- Tỉ suất đang tiếp tục được cập nhật.

| Tập # | Ngày phát sóng chính thức | CSM52 Cities (%) | CSM52 Cities (%) | CSM52 Cities (%) | CSM Nationwide (%) | CSM Nationwide (%) | CSM Nationwide (%) |
| Tập # | Ngày phát sóng chính thức | Tỉ suất          | Thị phần         | Xếp hạng         | Tỉ suất            | Thị phần           | Xếp hạng           |
| ----- | ------------------------- | ---------------- | ---------------- | ---------------- | ------------------ | ------------------ | ------------------ |
| 1-2   | 04/02/2018                | 1.214            | 3.985            | 2                | 1.636              | 5.3                | 1                  |
| 3-4   | 05/02/2018                | 1.238            | 4.14             | 2                | 1.71               | 5.67               | 1                  |
| 5-6   | 06/02/2018                | 1.223            | 4.152            | 2                | 1.753              | 5.914              | 1                  |
| 7-8   | 07/02/2018                | 1.312            | 4.457            | 3                | 1.748              | 5.919              | 1                  |
| 9     | 09/02/2018                | 0.929            | 3.11             | 1                | 1.327              | 4.276              | 1                  |
| 10    | 10/02/2018                | 0.829            | 2.75             | 2                | 1.277              | 4.137              | 1                  |
| 11-12 | 11/02/2018                | 1.210            | 3.95             | 1                | 1.736              | 5.626              | 1                  |
| 13-14 | 12/02/2018                | 1.187            | 4.02             | 1                |                    |                    |                    |
| 15-16 | 13/02/2018                | 1.101            | 3.65             | 1                |                    |                    |                    |
| 17-18 | 14/02/2018                | 1.102            | 3.59             | 1                |                    |                    |                    |
| 19    | 15/02/2018                | 0.503            | 1.63             | 1                |                    |                    |                    |
| 20    | 17/02/2018                | 0.778            | 3.01             | 1                |                    |                    |                    |
| 21-22 | 18/02/2018                | 0.965            | 3.51             | 1                |                    |                    |                    |
| 23-24 | 19/02/2018                |                  |                  |                  |                    |                    |                    |
| 25-26 | 20/02/2018                |                  |                  |                  |                    |                    |                    |
| 27-28 | 21/02/2018                |                  |                  |                  |                    |                    |                    |